# Seguenzia louiseae
Seguenzia louiseae is een slakkensoort uit de familie van de Seguenziidae. De wetenschappelijke naam van de soort is voor het eerst geldig gepubliceerd in 1961 door A.H. Clarke.